# 伊利耶莱韦克
伊利耶莱韦克（法語：Illiers-l'Évêque，法語發音：[ilje levɛk]）是法国厄尔省的一个市镇，属于埃夫勒区。

## 地理
伊利耶莱韦克（48°49'15"N, 1°16'0"E）面积20.63 平方千米，位于法国诺曼底大区厄尔省，该省份为法国北部内陆省份，北起滨海塞纳省，西接奧恩省和卡爾瓦多斯省，南至厄尔-卢瓦省，东临瓦兹省、瓦兹河谷省和伊夫林省。
与伊利耶莱韦克接壤的市镇（或旧市镇、城区）包括：库德尔、库尔德芒什、利涅罗勒、拉马德莱娜-德诺南库尔、马西伊拉康帕涅、厄尔河畔马西伊。

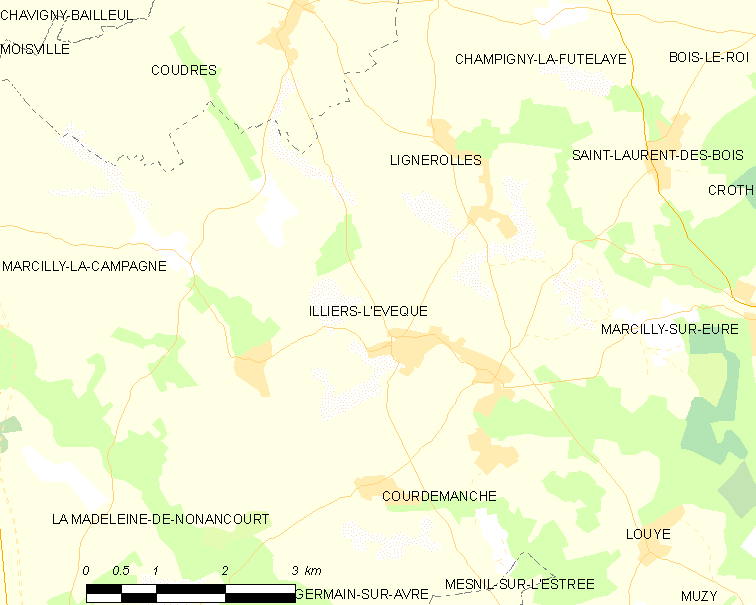
伊利耶莱韦克的OSM定位图

伊利耶莱韦克的时区为UTC+01:00、UTC+02:00（夏令时）。

## 行政
伊利耶莱韦克的邮政编码为27770，INSEE市镇编码为27350。

## 政治
伊利耶莱韦克所属的省级选区为阿夫尔河和伊通河畔韦尔讷伊县。

## 人口

1962-2008年间伊利耶莱韦克人口变化图示

伊利耶莱韦克于2022年1月1日时的人口数量为1018人。